# Tag des Schofars

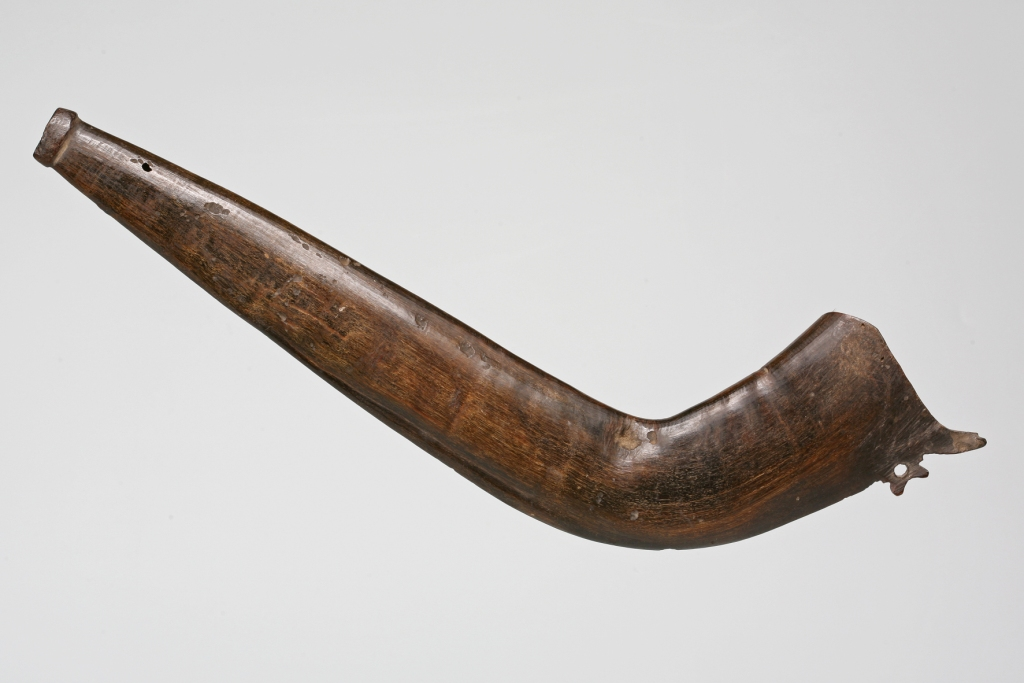
Schofar aus dem 18. Jahrhundert, Aargau, in der Sammlung des Jüdischen Museums der Schweiz.

Der Tag des Schofars oder auch Jom Terua (heb. Tag des Schofarblasens) oder Sikron Terua (heb. Erinnerung durch Lärmblasen) ist ein jüdischer Feiertag.
In der Tora wird der Tag des Schofars zweimal erwähnt: 3. Mose 23,23-25 und 4. Mose 29,1-6.
Seit dem 2. Jahrhundert v. Chr. (nach anderen Quellen 2. oder 11. Jahrhundert n. Chr.) ist dieser Tag das Jüdische Neue Jahr Rosch ha-Schana (hebr. „Kopf des Jahres“ – traditionelles Neujahrsfest). Heute wird an Rosch ha-Schana überall in den Synagogen das Schofar (Widderhorn) geblasen; dies ist ein Tag der Freude.
Die Samaritaner feiern Rosch ha-Schana dagegen im Frühling, zum Beginn des Monats Abib. „Abib“ ist bis zum Babylonischen Exil der hebräische Monatsname für den Nisan, siehe 2. Mose 13,4. Manche Forscher halten das für den ursprünglichen gesamtisraelitischen Brauch. Auch nach der Tora beginnt im Frühling (am 1. Nisan) das neue Jahr (2. Mose 12,2).
Der Tag des Schofars fällt dagegen nach dem jüdischen Kalender auf den 1. Tischri, der nach dem gregorianischen Kalender auf Ende September oder in die erste Hälfte des Oktober fällt. Das genaue Datum im gregorianischen Kalender wechselt von Jahr zu Jahr, weil der jüdische Kalender mit 12 Mondmonaten von 29 bis 30 Tagen rechnet (Synodischer Monat 29,53 Tage). Um die 354 oder 355 Tage mit dem Sonnenjahr in Einklang zu bringen, wird etwa alle drei Jahre ein ganzer Schaltmonat einfügt.